# الرايخستاغ (ألمانيا النازية)
الرايخستاغ («النظام الغذائي للعالم»)،  رسميًا الرايخستاشي جروسديتشر («الرايخ الألماني الكبير») بعد عام 1938، هو برلمان الرايخ الثالث من عام 1933 إلى 1945. في أعقاب الاستيلاء النازي على السلطة وإصدار قانون التمكين لعام 1933، لم يلقَ سوى ختمًا مطاطيًا لأعمال دكتاتورية أدولف هتلر - دائمًا بموافقة بالإجماع - والاستماع إلى خطابات هتلر. في هذا الدور الاحتفالي البحت، عقد الرايخستاغ 20 مرة فقط، وآخرهم في 26 أبريل 1942. رئيس الرايخستاغ (بالألمانية: Reichstagspräsident)‏ طوال هذه الفترة كان هيرمان غورينج. 
خلال هذه الفترة، اشير إلى الرايخستاغ في بعض الأحيان بسخرية باسم " teuerste Gesangsverein Deutschlands " (أغلى نادي غناء في ألمانيا) بسبب الغناء المتكرر للنشيد الوطني خلال الجلسات. لتجنب إجراء الانتخابات المقررة خلال الحرب العالمية الثانية، في عام 1943 مدد هتلر فترة ولاية الرايخستاغ الحالي (الذي تم انتخابه في أواخر عام 1938 للخدمة في 1939-1943) ليخدم فترة ولاية خاصة لمدة ثماني سنوات تنتهي في 30 يناير 1947. 

## خلفية
في عامي 1920-1923 ومن عام 1930 فصاعدًا، يمكن التحايل على الرايخستاغ المنتخب ديمقراطيا لجمهورية فايمار من خلال صكين قانونيين غير منصوص عليهما في الدستور: 
- استخدام الصلاحيات الخاصة الممنوحة لرئيس ألمانيا بموجب مرسوم الطوارئ في المادة 48 من الدستور
- استخدام الأفعال التمكينية، خاصة خلال 1919-1923 ثم أخيرًا في عام 1933

الممارسة السابقة أصبحت أكثر وأكثر شيوعا بعد عام 1930. بسبب نظام الرايخستاغ المعقد للتمثيل النسبي، كان من الصعب للغاية أن تتمتع الحكومة بأغلبية مستقرة. في كثير من الأحيان، عندما تم الاستغناء عن المستشار من منصبه، لا يمكن ضمان خليفته بالأغلبية. ونتيجة لذلك، اضطر المستشارون إلى استخدام المادة 48 لمجرد ممارسة الأعمال العادية للحكومة. 

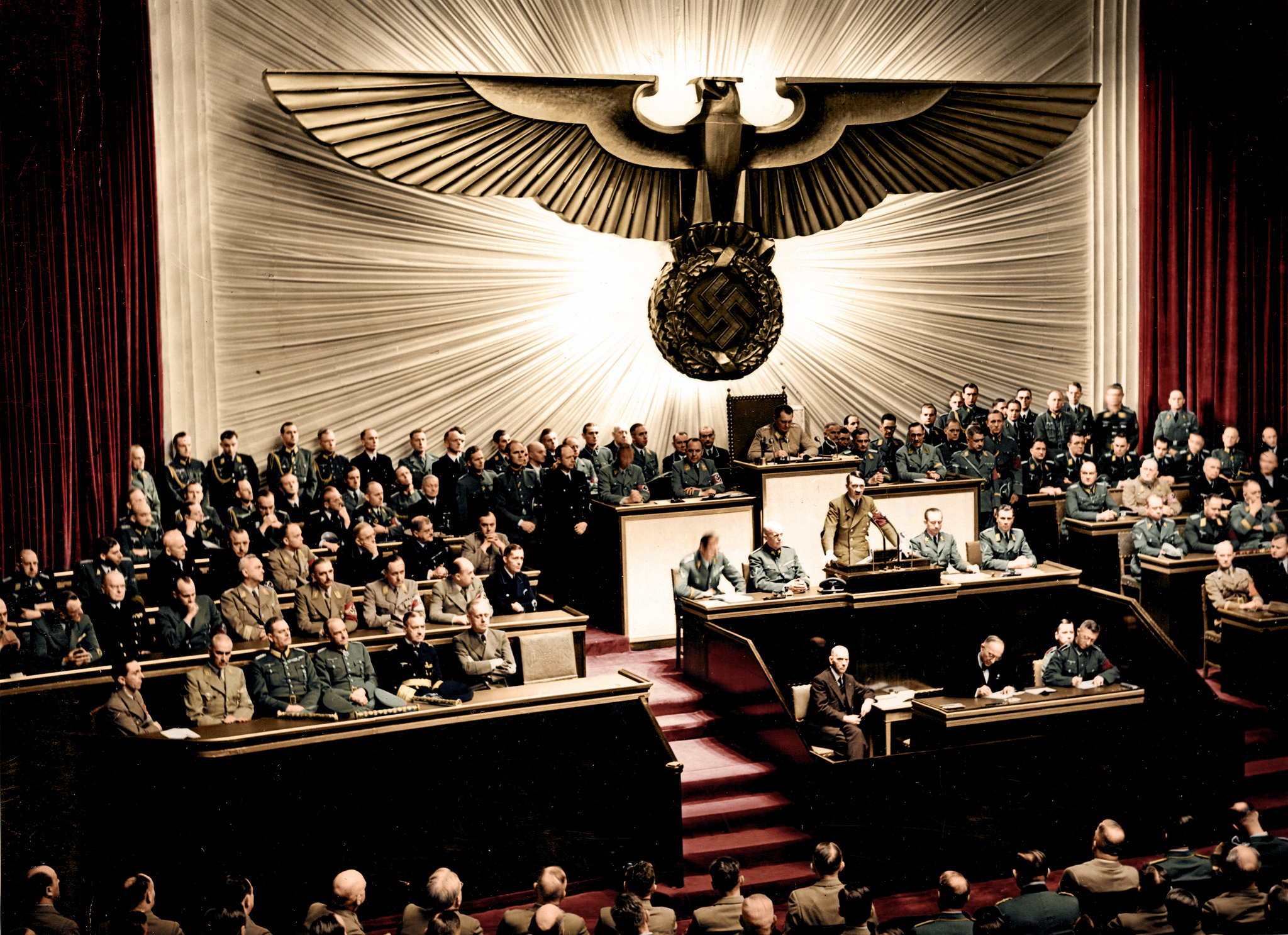
أدولف هتلر يعلن الحرب على الولايات المتحدة في الرايخستاغ، 11 ديسمبر 1941

بعد حريق الرايخستاغ في 27 فبراير 1933، أقنع هتلر الرئيس بول فون هيندينبيرغ بإصدار المرسوم الخاص بحماية الشعب والدولة، والذي أوقف معظم الحقوق المدنية المنصوص عليها في الدستور. عندما لم تسفر الانتخابات التي جرت في مارس عن أغلبية نازية، كان على هتلر الاعتماد على شريكه في الائتلاف، حزب الشعب الوطني الألماني (DNVP)، لقيادة الأغلبية في الرايخستاغ. 
في الجلسة الأولى للرايخستاغ الجديد، قدم هتلر قانون التمكين لعام 1933، الذي سمح للحكومة بسن قوانين خاصة بسلطتها لمدة أربع سنوات. مع بعض الاستثناءات (التي تم تجاهلها في الممارسة العملية)، يمكن لهذه القوانين أن تحيد بعض مواد الدستور. على الرغم من أن الحكومة ككل يمكن أن تسن القوانين بشكل رسمي، إلا أن هتلر مارس بالفعل هذا الحق بنفسه. 
استخدم النازيون أحكام مرسوم حريق الرايخستاغ لاعتقال جميع نواب الحزب الشيوعي الألماني (KPD) واحتجاز العديد من نواب الحزب الاجتماعي الديمقراطي (SPD). في النهاية، مر قانون التمكين بهامش 444-94، مع تصويت الحزب الديمقراطي الاشتراكي فقط ضده. ومع ذلك، فقد عقدت الجلسة في جو مخيف لدرجة أنه حتى لو كان جميع نواب الحزب الديمقراطي البالغ عددهم 81 و 120 نائبا من الحزب الديمقراطي الاشتراكي، فإن قانون التمكين سيمرر بأكثر من أغلبية الثلثين المطلوبة. 
قبل انتهاء الصيف، تم حظر جميع الأحزاب الأخرى أو ترهيبها لإغلاقها، وكان الحزب النازي هو الحزب الوحيد المسموح به قانونًا في ألمانيا - على الرغم من جميع المقاصد والأغراض، أصبحت ألمانيا دولة الحزب الواحد مع مرور الوقت من قانون التمكين. مع الحظر الرسمي لأحزاب المعارضة في يوليو، تم بشكل فعال إلغاء المادة 48 التي سمحت للرايخستاغ بالمطالبة بإلغاء تدابير الطوارئ. 
في الانتخابات البرلمانية التي جرت في 12 نوفمبر 1933، تم تزويد الناخبين بقائمة واحدة من الحزب النازي في ظل ظروف بعيدة عن السرية (انظر أدناه). وحصلت القائمة على 92.1 بالمائة من الأصوات. وكمقياس للرعاية الشديدة التي توليها هتلر لمنح دكتاتوريته مظهر العقوبة القانونية، تم تجديد قانون التمكين في وقت لاحق من قبل الرايخستاغ في عامي 1937 و1941. 
انعقد الرايخستاغ 12 مرة فقط بين عامي 1933 و1939، وسن أربعة قوانين فقط - قانون إعادة إعمار الرايخ لعام 1934 (الذي حوّل ألمانيا إلى دولة شديدة المركزية) وقوانين نورمبرغ الثلاثة لعام 1935. جميعها مرت بالإجماع. أجتمع ثماني مرات فقط بعد بدء الحرب. 

## بناء
مبنى الرايخستاغ الفعلي ((بالألمانية: Reichstagsgebäude)‏) كان غير قابل للاستخدام بعد حريق الرايخستاغ، لذلك تم تعديل دار الأوبرا كرول إلى غرفة تشريعية وكان بمثابة موقع لجميع الجلسات البرلمانية خلال الرايخ الثالث. لقد تم اختياره على حد سواء بسبب موقعه المناسب الذي يواجه مبنى الرايخستاغ. دمرت دار أوبرا كرول جراء قصف الحلفاء في 12 نوفمبر 1943 (من قبيل الصدفة في الذكرى السنوية العاشرة لانتخاب ريخستاج الأول في الفترة النازية). ثم تم تدميرها بشكل كامل في معركة برلين في عام 1945. 

## الانتخابات والاستفتاءات في ألمانيا النازية

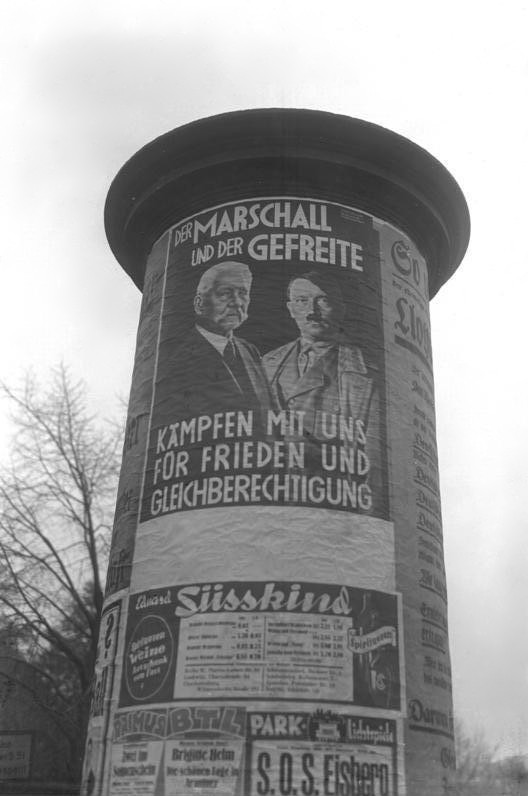
ملصق انتخابي لهندنبورغ وهتلر في نوفمبر 1933. تقول: "المارشال والعريف يقاتلان من أجل السلام والمساواة"

كانت الانتخابات الفيدرالية في مارس عام 1933 هي آخر انتخابات أجريت في ألمانيا قبل الحرب العالمية الثانية وكانت حرة جزئيًا على الأقل. ومنذ ذلك الحين، وبينما كانت الانتخابات جارية، تم تزويد الناخبين بقائمة واحدة تضم النازيين و«ضيوف» الحزب. هؤلاء «الضيوف»، ومع ذلك، دعمت هتلر بالكامل. الانتخابات خلال هذا الوقت لم تكن سرية. تعرض الناخبون في كثير من الأحيان للتهديد بالانتقام الشديد إذا فشلوا في التصويت أو تجرأوا على التصويت بلا. في ظل هذه الظروف، حصلت القائمة النازية على أكثر من 90 في المائة من الأصوات في كل مرة. 
حتى سن قوانين نورمبرغ في عام 1935، كان اليهود والبولنديون والأقليات العرقية الأخرى ما زالوا يتمتعون بحقوق المواطنة الاسمية. لم يسمح لهم فقط بالتصويت، ولكن في المناطق المعروفة بوجود أعداد كبيرة من الأقليات، امتنع النازيون عن الانخراط في التكتيكات المستخدمة في أماكن أخرى لإجبار الناخبين على التصويت لصالح النظام. في جوهرها، شجع النازيون ضمنيًا الأقليات على التصويت ضدهم حتى يمكن أن تشير دعاية هم إلى النتائج غير المواتية نسبيًا في المناطق المعروفة بوجود عدد كبير من الأقليات كدليل على عدم الولاء للرايخ. في أعقاب سن قوانين نورمبرغ، استُبعد اليهود والأقليات الإثنية الأخرى من العملية الانتخابية تمامًا وانخفض عدد الأصوات السلبية وغير الصحيحة المسجلة بشكل كبير - من أكثر من خمسة ملايين في الاستفتاء الذي أجري عام 1934 إلى نصف مليون بالكاد في التصويت في عام 1936. 
عقدت استفتاءات خاصة، في ظل ظروف مماثلة. وكان أكثرها شهرة هو الاستفتاء على آنشلوس (ضم) النمسا في عام 1938. هذا التصويت سجل رسميا بنسبة 99.7 ٪ قالت «نعم». بعد آنشلوس، أصبح الرايخستاغ هو Großdeutsche Reichstag (ترجم تقريبًا النظام الإمبراطوري الألماني الكبير). 
وفقًا لأحكام القانون الانتخابي لجمهورية فايمار لعام 1933، تم منح مقعد واحد لكل كتلة تضم 60.000 صوت. لأن إقبال الناخبين كان مرتفعًا جدًا، وأيضًا بسبب إضافة مناطق جديدة إلى الرايخ، وأخيراً بسبب خفض سن التصويت (إجراء تعويضي تم تبنيه قبل انتخابات 1936 لمنع الناخبين من الانكماش في الحجم نتيجة لقوانين نورمبرغ)، نمى الرايخستاغ إلى نسب أعظم وأكبر بكثير. وأخيرا، كان هناك 855 نائبا؛ أدولف هتلر كان رقم 433، تم انتخابه في دائرة الرايخستاغ 24 ولاية بافاريا العليا - سوابيا. 
- 1933، 5 مارس: الانتخابات البرلمانية العامة مباشرة بعد الاستيلاء على السلطة. قبل ستة أيام من موعد الانتخابات المقررة، أحرق مبنى البرلمان الألماني في حريق الرايخستاغ. أحبطت أحزاب المعارضة في حملاتها. فاز الحزب النازي بـ 33 من 35 مقعدًا مباشرًة من الدوائر البرلمانية و43.9٪ من إجمالي الأصوات، أعطى النازيين حزب الشعب الوطني الألماني (8.0٪ من الأصوات) أغلبية بسيطة من المقاعد.
- 1933، 12 نوفمبر: الانتخابات البرلمانية والاستفتاء على انسحاب ألمانيا من عصبة الأمم. جميع مندوبي الرايخستاغ هم الآن أعضاء في الحزب النازي أو متعاطفون معه وفقًا للنتائج الرسمية، وافق 92٪ من الناخبين على اقتراح الاستفتاء.
- 1934، 19 أغسطس: استفتاء خاص للموافقة بأثر رجعي على تولي أدولف هتلر سلطات الرئيس، بعد وفاة بول فون هيندينبيرغ. صوت 88.1٪ من الناخبين.
- 1936، 29 مارس: الانتخابات البرلمانية العامة والاستفتاء بالموافقة بأثر رجعي على إعادة تسليح راينلاند. تم دمج الانتخابات واحتلال راينلاند في سؤال واحد.
- 1938، 10 أبريل: الانتخابات البرلمانية العامة والاستفتاء بأثر رجعي يوافق على ضم النمسا أنشلوس. تم انتخابها للعمل لمدة أربع سنوات تبدأ في عام 1939، وعقدت للمرة الأخيرة في أوائل عام 1942.
- 1938، 4 كانون الأول (ديسمبر): انتخابات فرعية برلمانية لإقليم سودينلاند المكتسب حديثًا. مثل المناسبات السابقة، فاز النازيون بجميع المقاعد في هذه الانتخابات الأخيرة تحت حكمهم.

## أخر جلسة
عقدت Großdeutsche Reichstag للمرة الأخيرة في دار الأوبرا Kroll في 26 أبريل 1942. أقر بالإجماع مرسومًا أعلن فيه هتلر «القاضي الأعلى للشعب الألماني»، والذي سمح له رسميًا بتجاوز القضاء والإدارة في جميع الأمور. تمت إزالة أي بقايا أخيرة من امتيازات أعضاء البرلمان وأصبح الفوهرر بحكم القانون صانع القرار النهائي، بقوة الحياة والموت على كل مواطن ألماني. في الممارسة العملية، كان هذا مجرد إضفاء الشرعية على الموقف الذي كان قائما منذ عام 1933. لجميع المقاصد والأغراض، مدد هذا أحكام قانون التمكين إلى أجل غير مسمى. 
في 25 يناير 1943، أي قبل خمسة أيام من انتهاء ولاية الرايخستاغ الحالية، تم تأجيل تنصيب هيئة جديدة لفترة انتخابية أخرى حتى 30 يناير 1947. كان هذا لتجنب إجراء الانتخابات بينما كانت الحرب لا تزال جارية. مع هزيمة النازيين في الحرب، كانت انتخابات عام 1938 هي آخر انتخابات الرايخستاغ الألماني على الإطلاق، وستكون الانتخابات الألمانية الأخيرة حتى الانتخابات الأولى لألمانيا الموحدة في عام 1990. 